# Claire Brady
Claire Brady (* 20. Januar 1987 in Kildare) ist eine irische Sprinterin. Sie vertritt bei heimischen Wettbewerben den Celbridge Athletic Club.

## Karriere
Im College, wo sie für die Dublin City University antrat, gewann sie in der Halle über 60 Meter zwei Goldmedaillen, außerdem eine Goldmedaille über 100 und zwei über 200 Meter im Freien. Mit der 4-mal-100-Meter-Staffel stellte sie außerdem einen neuen irischen Universitätsrekord auf.
Brady vertrat Irland bei den U23-Europameisterschaften 2009, wo sie im Vorlauf um eine Hundertstelsekunde den Einzug ins Semifinale verpasste. Bei den Hallenweltmeisterschaften 2010 in Doha schied sie über die 60-Meter-Distanz im Semifinale aus. Ihre persönliche Bestleistung über 100 Meter, die sie im Mai 2010 in Palafrugell aufstellte, liegt bei 11,60 s. Über 60 Meter in der Halle liegt ihre Bestzeit bei 7,35 s, aufgestellt im Februar 2010 in Belfast.